# اممر غرين (باركشير)
اممر غرين (بالإنجليزية: Emmer Green)‏ هي قرية تقع في المملكة المتحدة في جنوب شرق إنجلترا. يقدر عدد سكانها بـ 7,849 نسمة ومساحتها 2.86 كم2 .